# Малга (Алабама)
Малга (енгл. Mulga) град је у америчкој савезној држави Алабама. По попису становништва из 2010. у њему је живело 836 становника.

## Демографија
Према попису становништва из 2010. у граду је живело 836 становника, што је 137 (14,1%) становника мање него 2000. године.
| Група             | 2000.       | 2010.       |
| Белци             | 827 (85,0%) | 675 (80,7%) |
| Афроамериканци    | 128 (13,2%) | 141 (16,9%) |
| Азијати           | 3 (0,3%)    | 0 (0,0%)    |
| Хиспаноамериканци | 1 (0,1%)    | 5 (0,6%)    |
| Укупно            | 973         | 836         |